# 生方秀紀
生方 秀紀（うぶかた ひでのり、1948年 - ）は、日本の生態学者。理学博士（北海道大学）。北海道教育大学名誉教授。専門は昆虫生態学・自然環境教育。

## 経歴
1948年群馬県生まれ。1966年群馬県立沼田高等学校卒業、1970年北海道大学理学部生物学科動物学専攻卒業。1975年同大学大学院理学研究科博士課程単位取得退学。1975年日本学術振興会奨励研究員（北海道大学理学部）、1976年同大学理学部研究生。
1979年学位論文「Studies on population dynamics, behavior and territoriality of Cordulia aenea amurensis Selys（Odonata: Corduliidae）」（カラカネトンボの個体群動態、行動およびテリトリー制に関する研究）で理学博士（北海道大学）、指導教員は坂上昭一。
1979年北海道教育大学助手、1981年講師、1985年助教授、1993年教授、1994年大学院修士課程研究指導担当（併任）、2013年同大学を定年退職、同大学名誉教授。
この間、1985年、イギリス・リバプール大学客員研究員、2002年ブラジル、サンカルロス大学客員研究員。2008年には北海道教育大学釧路校ESD推進センター初代センター長に就任し、ESDプランナーの養成や資格認定に携わった。
2005-07年Worldwide Dragonfly Association（WDA: 世界トンボ協会）会長。このほか、日本理科教育学会、Societas Internationalis Odonatologica（SIO: 国際トンボ学会）、日本環境教育学会の理事を歴任。また、WDA、日本環境教育学会、日本科学教育学会、日本生物教育学会、日本昆虫学会、日本トンボ学会の編集委員も歴任。
2017年正木進三らとの共著論文により日本昆虫学会論文賞を共同受賞。
定年退職後も、北海道教育大学（環境教育）、大正大学（環境教育、動物生態学）、日本大学（環境教育）で非常勤講師を務めたほか、現在も「トンボ自然史研究所」（任意団体）の代表として、調査研究・知識啓発に携わっている。

## 著書

### 単著
- 『釧路湿原のトンボ』， 日本鳥類保護連盟釧路支部，1993.
- “Kushiro Shitsugen Nature Guide: Dragonflies of Kushiro Shitsugen”， 日本鳥類保護連盟釧路支部，1993.

### 共著
- 『トンボの繁殖システムと社会構造』， 東 和敬・椿 宜高（共著），東海大学出版会，1987．

### 編著
- “A Guidebook for Science Teaching in Primary School“， Japan International Cooperation Agency / Hokkaido University of Education, / National Center for Educational Research and Development, Egypt，2006.3.

### 共編著
- “Proceedings of the International Symposium on the Conservation of Dragonflies and Their Habitats”， Corbet, P.S., Dunkle, S.W. eds. ， 日本鳥類保護連盟釧路支部， 1995．
- 『道東の昆虫』， 中谷正彦・一條信明 共編著, 釧路新書24巻， 1999.
- 『ESD(持続可能な開発のための教育)をつくる―地域でひらく未来への教育』， 神田房行、大森享共編著， ミネルヴァ書房， 2010。
- 『環境教育』， 日本環境教育学会編， 教育出版， 2012．

### 共著（分担執筆）
- 『北海道大百科事典』、北海道新聞社， 1981.
- “Animal Societies: Theories and Facts” . Ito,Y.,Brown,J.L. and Kikkawa,J., eds.， Japan Sci.Soc.Press, Tokyo, 1987．
- 『こどもと環境－しなやかな教科教育を求めて－』， 大津和子ほか編， 東京書籍， 1994.
- 『阿寒国立公園の自然1993』， （財）前田一歩園財団， 1994.
- 『日本動物百科8 昆虫 Ｉ 』， 平凡社， 1996.
- 『温暖化に追われる生き物たち－生物多様性の視点から』， 築地書館， 1997．
- “A Threat to Life: The Impact of Climate Change on Japan’s Biodiversity”， Domoto, A., Iwatsukiu, K., Kawamichi, T. and McNeely, J. (eds.) ， IUCN and Tsukiji Shokan Press， 2000．
- 『環境教育への招待』， 川島宗継、市川智史、今村光章、共編。ミネルヴァ書房， 2002.
- "Glocal Environmental Education"， Himiyama Y, Hindson J, Kanda F, Singh R B (eds.)， Rawat Publisher， 2010
- 『環境教育辞典』， 日本環境教育学会編、教育出版 2013
- 『もっとも基礎的なことがもっとも役に立つ 生態学者・伊藤嘉昭伝』， 辻 和希編， 海游舎， 2017.
- 『図説日本の湿地 ―人と自然と多様な水辺―』， 日本湿地学会監修， 朝倉書店， 2017．

### 監修
- 『釧路の昆虫』， 釧路市立博物館解説シリーズ， 土屋慶丞著， 釧路市立博物館， 2017.3.

### 共監訳
- 『トンボ博物学－行動と生態の多様性－』， 椿 宜高・生方秀紀・上田哲行・東 和敬（監訳）， 海游舎， 2007. [原書：Corbet, P.S. (1999) “Dragonflies: Behavior and Ecology of Odonata”, Cornell University Press].